# Herb Bielawy
Herb Bielawy – jeden z symboli miasta Bielawa w postaci herbu. Herb wybrano 23 maja 1924, wkrótce po nadaniu Bielawie praw miejskich. 

## Wygląd i symbolika
Herb przedstawia stylizowane czółenka tkackie: białe na błękitnym polu i błękitne na białym polu. Czółenka odnoszą się do roli przemysłu tekstylnego w życiu miasta. Kolor biały pochodzi od słowiańskiego źródłosłowu niemieckiej nazwy miejscowości Langenbielau, słowa "biała". Barwa niebieska oznacza prawdopodobnie wodę. Zwieńczenie herbu stanowi corona muralis – symbol miejskiego statusu miejscowości, nie odnosi się do umocnień, których Bielawa nie posiada.
Projekt herbu został zgłoszony przez prezydenta Prowincji Dolny Śląsk Jaenicke'go i zatwierdzony 24 marca 1925 roku.